# Idiocera coloradica
Idiocera coloradica là một loài ruồi trong họ Limoniidae. Chúng phân bố ở miền Tân bắc.